# Koncerty 1982 a 1984
Koncerty 1982 a 1984 (2012) je dvojalbum Jaromíra Nohavici, které obsahuje záznamy dvou koncertů z let 1982 a 1984. Album vydalo EMI v rámci edice Archivy se otevírají společně s koncertními nahrávkami Pavla Dobeše, Pepy Streichla a Karla Kryla také z 80. let.
Jaromír Nohavica se od alba distancoval s tím, že bylo nahráno i vydáno bez jeho souhlasu a nahrávky poskytnul ke stažení na svém webu.

## Seznam skladeb

### CD1 – Koncert 1982
1. Bahama rum – 2:08
2. Bláznivá Markéta – 2:23
3. Svatava – 4:14
4. V bufetě – 2:45
5. Když mě brali za vojáka – 3:04
6. O Jakubovi – 2:36
7. Píseň o té revoluci 1848 – 5:04
8. Láska je jak kafemlýnek – 3:03
9. motiv z písně Podzemní prameny – 0:20
10. Možná že se mýlím – 4:44
11. Bláznivá Markéta 2 – 2:10 (bonus převzatý z alba Koncert, 1998)
12. Když mě brali za vojáka – 2:37 (bonus převzatý z alba Koncert, 1998)
13. Podzemní prameny – 2:10 (bonus převzatý z alba Divné století, 1996)

### CD2 – Koncert 1984
1. Zatímco se koupeš – 2:28
2. Rakety – 4:28
3. Husita – 4:17
4. V jednym dumku na Zarubku – 1:42
5. Píseň o ženách – 2:00
6. Velký umění – 1:57
7. Píseň spokojeného člověka – 3:40
8. Dezertér – 2:43
9. Písnička o moskevském metru – 1:07
10. Psohlavci – 1:54
11. Píseň o manželství – 1:59
12. Našel jsem já pytlíček – 2:32
13. Pochod marodů – 3:23
14. Zatímco se koupeš – 2:55 (bonus převzatý z alba Koncert, 1998)